# Joachim Seidel
Joachim Seidel (* 1960)  ist ein deutscher Journalist und Schriftsteller.

## Leben
Seidel arbeitete unter anderem bei der Zeitschrift Gala, schrieb Kolumnen für die Frankfurter Rundschau und war in den 1980er Jahren Chefredakteur des Magazins „Maler: Leben, Werk und ihre Zeit“. Von 1980 bis 1982 volontierte er bei der unterfränkischen Tageszeitung „Bote vom Grabfeld“ in Bad Königshofen. 
1979 nahm er mit der Band „Remo Voor“ eine Punk-Single auf, die 2009 bei Rich Bitch Records, USA, wiederveröffentlicht wurde. Joachim Seidels Debütroman HimbeerToni (2010) und der Nachfolger „ErdbeerSchorsch“ (2012) thematisieren auf witzige Weise die Nöte von Männern um die Vierzig. 2012 las er auf der Hörbuch-CD „Onno Viets und der Irre vom Kiez“ von Frank Schulz die Rolle des Erzählers. Auch als Drehbuchautor ist Seidel in Erscheinung getreten. Für sein Kinovorhaben „Jung, Deutsch und Weiß“ bekam er Produktions- bzw. Drehbuchförderung beim Hamburger Filmbüro.
Joachim Seidel lebt in Hamburg und hat eine Tochter und einen Sohn.

## Werke
- Kurzgeschichte in: Marco Carini (Hrsg.), Holy Horror Christmas – Das Grauen kehrt zurück: 50 + 5 schrecklich wahre Weihnachtsgeschichten. Hamburg: Konkret-Literatur-Verlag, 2015, ISBN 9783894582937
- Sie ist wieder da (mit Philip Tamm). Verlag CreateSpace Independent Publishing Platform, 2014, ISBN 1499638086, 9781499638080
- Erdbeer-Schorsch. München: Piper, 2012, ISBN 9783492272469
- HimbeerToni. München: Piper, 2010, ISBN 9783492954655